# 朱潤 (嘉靖乙丑進士)
朱潤（1522年—？），字天澤，號雙河，河南南陽中護衛人，軍籍，明朝政治人物。

## 生平
河南鄉試第六十七名舉人。嘉靖四十四年（1565年）中式乙丑科三甲第二百四十六名進士。户部观政，四十五年四月授崇德知县，隆慶三年（1569年）闰六月升南户部主事，五年二月降山东布政司都事，六年二月升元氏知县，卒。

## 家族
曾祖朱鳳；祖父朱綸；父朱臣，母孫氏；繼母劉氏。弟應元（庠生）、應亨。